# Violència sexual
Violència sexual és un concepte que fa referència a l'acte de coacció o amenaça cap a una persona per tal que dugui a terme una determinada conducta sexual. Segons la llei 5/2008, de 24 d'abril, del dret de les dones a erradicar la violència masclista, la violència sexual comprèn "qualsevol acte que atempti contra la llibertat sexual i la dignitat personal de la dona creant unes condicions o aprofitant-se d'un context que, directament o indirectament, imposin una pràctica sexual sense tenir el consentiment ni la voluntat de la dona, amb independència del vincle que hi hagi entre la dona i l’agressor o agressors". La violència sexual és l'antítesi de la llibertat sexual, comprèn tot allò que infligeix la voluntat de la dona amb objectius sexuals independentment de si hi ha un accés carnal o no.
Quan es parla de violència sexual es fa referència a un tipus de violència masclista. El 95% dels responsables de tots aquells delictes contra la llibertat sexual són homes i gairebé el 90% de les víctimes són dones i nenes. A més, diversos tractats internacionals com la Convenció sobre l'eliminació de totes les formes discriminació contra la dona (CEDAW) o la Declaració Universal de Drets Humans, estableixen totes les formes de violència contra les dones, com les violències sexuals, com una forma d'agressió que atempta contra els drets humans.
Les dones tenen dret a una vida sense violència i discriminació. La seva llibertat sexual és un dret humà que tothom ha de garantir i protegir: el dret a tenir el control i decidir lliurement les qüestions relatives al seu cos i la seva sexualitat, inclosa la salut sexual i reproductiva, sense cap mena de coerció, discriminació ni violència. Així mateix, construir relacions igualitàries entre homes i dones en matèria de relacions sexuals i reproducció, inclòs el respecte ple a la integritat de la persona, el respecte mutu, el consentiment i la responsabilitat compartida de la conducta sexual i les seves conseqüències. Tota aquella acció que no compleixi amb aquestes qüestions pateix el risc de convertir-se en violència sexual.

## Tipus de violència sexual
Les violències sexuals es manifesten de múltiples maneres en els diferents àmbits de la vida de les dones. Hi ha diferents tipus de violència sexual, des de les més visibles que es troben recollides en diferents textos jurídics com el Codi Penal espanyol fins a les més invisibilitzades i més difícil de detectar.
- El feminicidi amb component sexual es refereix a l'assassinat d'una dona per part d'un home o diversos homes amb motivacions sexuals, sense necessitat de tenir cap relació de parella o familiar amb la víctima. Aquest acte pretén atemptar contra la seva llibertat sexual i pot incloure diversos tipus de casos, com ara els feminicidis per agressió sexual, els relacionats amb el tràfic per a l'explotació sexual, la prostitució, la mutilació genital femenina i els matrimonis forçats.[4]
- Agressió sexual. Tal com reconeix l'article 178 de la Llei Orgànica 10/2022, del 6 de setembre, de garantia integral de la llibertat sexual, es considera agressió sexual "qualsevol acte que atempti contra la llibertat sexual d'una altra persona sense el seu consentiment". A més, tots aquells actes de contingut sexual que siguin exercits mitjançant la violència, intimidació o abús en una situació de superioritat o de vulnerabilitat de la víctima seran catalogats com a agressió sexual. En l'extrem de l'agressió sexual trobem la violació que és entesa com "l'accés carnal per via vaginal, anal o bucal, o la introducció de membres corporals o objectes per alguna de les dues primeres vies" sense consentiment.[5]
- El tràfic d'éssers humans amb finalitat d'explotació sexual. És exèrcit per un/s tercer/s en contra de la voluntat de la víctima utilitzant el seu cos i la seva sexualitat amb l'objectiu d'obtenir algun tipus de benefici, sigui econòmic o d'un altre tipus.
- L'assetjament sexual fa referència a "qualsevol comportament verbal, no verbal o físic, de naturalesa sexual, que s’exerceix amb el propòsit o l’efecte d’atemptar contra la dignitat d’una persona, especialment si li crea un entorn intimidador, hostil, degradant, humiliant o ofensiu".[6]
- Mutilació genital femenina o risc de patir-ne. "Inclou qualsevol procediment que impliqui o pugui implicar una eliminació total o parcial dels genitals femenins o que hi produeixi lesions, encara que consti el consentiment exprés o tàcit de la dona"[1]
- Violència contra els drets sexuals i reproductius de les dones, com els avortaments selectius i les esterilitzacions forçades.[1]

En moltes formes de violència masclista s'esdevenen pràctiques que atempten contra la llibertat sexual de la dona. No obstant això, aquestes accions no estan recollides com un tipus de violència sexual. Uns exemples serien els matrimonis forçats, on el 85% de les víctimes són dones i on són obligades a realitzar pràctiques sexuals; la violència digital, on s'utilitza el cos i sexualitat de la dona per denigrar-la, coaccionar-la o amenaçar-la o la violència derivada de conflictes armats on les dones són víctimes de diferents violències sexuals com violacions, agressions sexuals, embaràs forçat, entre d'altres.
També, cal tenir en compte aquells factors que no es consideren ni una violència sexual ni un tipus d'aquesta, però que tenen un gran impacte en el seu desenvolupament com pot ser la pornografia, on es visibilitzen i normalitzen conductes sexuals de dominació masculina que fomenten la cultura de la violació.

## Dominació vs desig sexual
La violència sexual està plena de mites que l'envolten atesos als estereotips de gènere i idees preconcebudes sobre com és la sexualitat masculina (activa, agressiva) i com és la sexualitat femenina (passiva, amb menor desig sexual) derivades de la societat patriarcal. Aquest fet dificulta la seva detecció i, en moltes ocasions, inclòs la justifica.
Un dels mites més freqüents és pensar que darrere de la violència sexual hi ha unes conductes de plaer sexual incontrolables pels nivells de testosterona masculins que dificulten evitar aquest tipus de violència. S'ha demostrat que el motiu sexual només representa un 20% de la decisió i un 80% recau en el fenomen identitari de dominació, superioritat i poder que suposa la violència sexual per l'agressor. Per tant, tal com apunten Inés Alberdi i Natalia Matas, l'agressió sexual no respon a l'expressió agressiva de la sexualitat, sinó a l'expressió sexual de l'agressió masculina, que esdevé un mecanisme de reforç de les relacions desiguales de poder.
En definitiva, la violència sexual no és exercida per un perfil i un tipus d'homes en concret amb problemes de drogues o alcohol, de salut mental o criminals que no poden controlar el seu desig sexual. Es tracta d'una violència estructural inherent a la societat patriarcal i als mecanismes de socialització establerts, on es fomenta una masculinitat tòxica que fomenta, entre altres coses, una sexualitat basada en la dominació, control i poder envers la dona.